# Мендис, Лукас
Лу́кас Мише́л Ме́ндис (порт.-браз. Lucas Michel Mendes; род. 3 июля 1990, Куритиба) — катарский и бразильский футболист, защитник клуба «Аль-Вакра» и сборной Катара.

## Карьера
Мендис является воспитанником бразильского клуба «Коритиба». Во взрослую команду он попал в 2008 году и вскоре стал одним из основных её игроков. За четыре года Мендис сыграл за «Коритибу» 139 матчей, в которых отметился двумя забитыми голами. Три года подряд, с 2009 по 2012, он становился чемпионом штата Парана.
29 августа 2012 года Мендис перешёл в марсельский «Олимпик», заплативший за него 2 млн евро. Французский клуб более двух месяцев занимался оформлением сделки, которая осложнялась из-за того, что «Коритиба» владела лишь 65 % прав на футболиста. В результате бразильский клуб сохранил за собой право на 15 % выручки от будущей продажи Мендиса. Контракт Лукаса с «Олимпиком» был заключён сроком на четыре года. Мендис дебютировал в составе «Олимпика» 4 октября 2012 года в матче Лиги Европы против лимасольского «АЕЛа», в котором отличился забитым голом. Вскоре бразилец закрепился в составе марсельского клуба в качестве одного из центральных защитников, играл в паре с Николя Н’Кулу. Он проявил себя аккуратным и эффективным защитником, и человеком с хорошим характером, что сделало его популярной фигурой среди болельщиков клуба.
Летом 2014 года на должность главного тренера «Олимпика» вместо Жозе Аниго был назначен Марсело Бьелса, который не видел для Мендиса места в основном составе команды. В СМИ появлялась информация об интересе к бразильцу со стороны «Лацио» и «Валенсии», однако 12 августа 2014 года его приобрёл катарский клуб «Аль-Джаиш». Сумма трансфера не разглашалась, по оценкам французских изданий она составила от пяти до шести млн евро. В новую команду Мендис хорошо вписался, став одним из основных её игроков. В 2016 году он помог «Аль-Джаишу» занять второе место в чемпионате Катара и выиграть Кубок наследного принца.